# Ben Ruedinger

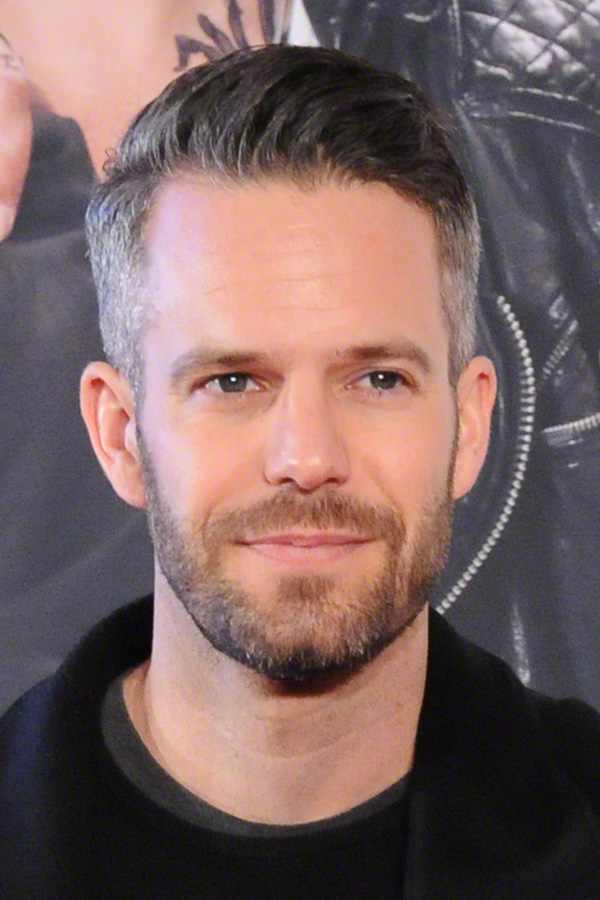
Ben Ruedinger (2014)

Ben Ruedinger (* 19. November 1975 in Wädenswil, Schweiz) ist ein deutscher Schauspieler.

## Leben
Ben Ruedinger machte von 1992 bis 1993 eine Ausbildung an der High School Virginia im US-Bundesstaat Minnesota. Bis 1994 besuchte er ein Wirtschaftsgymnasium in Hamburg und studierte von 1997 bis 1998 an der Schule für Schauspiel Hamburg. Anschließend begann er eine Schauspielausbildung an der European Film Actor School in Zürich.
Ben Ruedinger spielte seine erste TV-Rolle 1998 in der Daily-Soap Marienhof, in der er die Rolle des  John verkörperte. Von 2000 bis 2020 war er in der Seifenoper Unter uns bei RTL als Tilmann „Till“ Weigel zu sehen, den vorher Stephen Dürr verkörperte. In der Folge Tod eines Sergeants der ZDF-Krimiserie SOKO 5113 spielte er einen US-Soldaten.
Ben Ruedinger lebt in Hamburg und Köln und hat einen jüngeren Bruder. Er ist Staatsangehöriger Deutschlands und der Vereinigten Staaten. Seine Mutter ist eine der Gründerinnen der Schule für Schauspiel Hamburg.

## Filmografie
- 2000–2020: Unter uns (Daily Soap)
- 2005: Wilde Engel (Fernsehserie, 1 Folge)
- 2008: Die Brücke (Fernsehfilm)
- 2010: Teufelskicker
- 2011: SOKO 5113 (Fernsehserie, 1 Folge)
- 2012: Schutzengel
- 2013: Im weißen Rössl – Wehe Du singst!
- 2013: F wie Fälschung (Dokureihe 2013, TerraX)
- 2014: Nicht mein Tag
- 2015: Wilsberg: Bauch, Beine, Po (Fernsehreihe)
- 2015: Die Dienstagsfrauen – Zwischen Kraut und Rüben (Fernsehreihe)
- 2015: Wilsberg: 48 Stunden
- 2015: Alarm für Cobra 11 – Die Autobahnpolizei (Fernsehserie, Folge Gestohlenes Leben)
- 2016: Simpel
- 2017: Rock My Heart – Mein wildes Herz
- 2017: Das kleine Vergnügen
- 2017: Ein Fall für zwei (Fernsehserie, Folge Der Abschiedsbrief)
- 2018: Beck is back! (Fernsehserie, Folge Nein heißt Nein)
- 2019: Inga Lindström: Familienfest in Sommerby
- 2021: Bettys Diagnose (Fernsehserie, Folge Für immer verbunden)
- 2022: In aller Freundschaft – Die jungen Ärzte (Fernsehserie, Folge Akzeptanz)